# Yolçatı (Silivri)
|  | Per a altres significats, vegeu «Yolçatı». |

Yolçatı, antigament Gelevri, Galivri o Calaura, noms derivats del topònim grec Καλαβρύη (Kalavriï) o Καλαυρή (Kalavrí), és un llogaret situat prop de Çanta, a la província turca d'Istanbul.

## Història
La població existeix des de l'antiguitat tardana i fins fa poc era coneguda pel nom grec de Kalavriï (Καλαβρύη), citat igualment com a Galavriï (Γαλαβρύη), Kalabria (Καλαβρία), Kalovriï (Καλοβρύη) o Kalavrí (Καλαυρή). Pot ser que a principis del segle iv fos seu d'un bisbe, que a finals del segle s'hauria traslladat a la ciutat veïna de Selímbria. Els habitants del poble estigueren involucrats en la revolta de la Nika del 532 contra l'emperador Justinià I. Torna a aparèixer a les fonts el 1078 com a escenari de la batalla de Calaura, en la qual les forces de l'emperador Nicèfor III Botaniates, dirigides per Aleix Comnè, venceren l'exèrcit del general rebel Nicèfor Brienni el Vell.
El següent a esmentar-lo fou el geògraf àrab al-Idrissí, que cita Geliwrî entre els nuclis de població propers a Selímbria. Fins a l'intercanvi de poblacions entre Grècia i Turquia hi visqué una comunitat grega, que el 1922 es componia de 212 persones. Hi havia una església de la Transfiguració i un pou sagrat associat, però cap dels dos no ha perdurat fins a l'actualitat.